# Love (河村隆一のアルバム)
『Love』（ラヴ）は、日本の男性歌手、河村隆一の1枚目のオリジナル・フル・アルバム。1997年11月22日にgai RECORDSからリリースされた。

## 解説
同年2月にソロデビュー以降発売した大ヒットシングル4曲を収録した河村の1枚目のアルバム。
河村の最大のヒット作であり、売り上げ枚数は公称320万枚、オリコン集計で278万枚を記録。これは2025年現在、日本国内における男性ソロアーティストのアルバム売り上げ枚数の最高記録である。
アルバム作品で初週ミリオンを達成した男性アーティストは、B'z（『IN THE LIFE』で初達成）、Mr.Children（『深海』で初達成）、GLAY（『REVIEW-BEST OF GLAY』で初達成）に次いで史上4組目となった。
河村は同年、ソロ活動と同時に音楽プロデューサーとして他歌手への楽曲提供も行っていた。それらの曲はすべてセルフカバーされ、本作にも多数収録されている。

## 再発売
2013年6月19日に、SHM-CDで再発売。

## 収録曲
特記以外作詞・作曲：河村隆一
○：シングル楽曲
◎：他アーティストに提供した楽曲のセルフカバー
シングルの発売及び楽曲提供した年はすべて同年（1997年）であるため省略する。
1. I love you (Album mix)　○
（編曲：中村哲・河村隆一）
2月21日にリリースされたデビュー・シングル。
TBS「COUNT DOWN TV」エンディングテーマ。
2. 好き　◎
（編曲：土方隆行）
Say a Little Prayerへの提供曲。「小さな星」との両A面で同グループ1stシングル。
歌詞はオリジナルと異なる。
3. 涙色　◎
（編曲：土方隆行）
酒井法子への提供楽曲。
彼女の31stシングルとなった。
4. Birthday
（編曲：河村隆一・土方隆行）
アコースティック・ギター1本と歌のみによるバースデー・ソング。
5. Love song
（編曲：河村隆一 with his band）
アルバム曲ではあるが、バラードベスト『Dear...』に収録。自身がボーカルをつとめるLUNA SEAにも同タイトルの楽曲「LOVE SONG」が存在するが、同名異曲。
6. BEAT (Album mix)　○
（編曲：河村隆一・難波正司）
7月18日にリリースされた3rdシングル。NHK総合テレビの音楽番組「ポップジャム」オープニングテーマとなった、夏をテーマにしたポップナンバー。
7. 蝶々　◎
（編曲：土方隆行）
「涙色」と同時に酒井法子に提供。「涙色」のカップリング。
河村には珍しい3拍子の曲。
8. Love
（作曲：高見沢俊彦　編曲：河村隆一・難波正司）
本作の表題曲で、THE ALFEEの高見沢俊彦が作曲。
「Love song」と同じく、こちらも『Dear...』に収録。
THE ALFEEの楽曲に『LOVE』があるが、同名異曲。
9. Evolution
（編曲：河村隆一・難波正司）
本作の中でも異色な曲で、メッセージ性を持つ。
10. 小さな星　◎
（編曲：土方隆行）
「好き」と同じく、Say a Little Prayerへの提供楽曲。
こちらも歌詞がオリジナルと異なっている。
11. Glass (Album mix)　○
（作曲：河村隆一・吉田美智子　編曲：河村隆一・中村哲・難波正司）
4月23日にリリースされた2ndシングル。テレビ朝日のバラエティ番組「ビートたけしのTVタックル」エンディングテーマ。
12. でも淋しい夜は... (Live)
（編曲：河村隆一 with his band）
ライブ音源。サックスがフィーチャーされた曲。
ちなみに『Cranberry Soda』収録曲「DEMO」は、本曲のデモテープ。
13. SE,TSU,NA, (Another mix)
（編曲：菊地大輔）
『Cranberry Soda』収録楽曲の別ミキシング。
後にベスト・アルバム『very best of songs...』にも収録。
14. Love is... (Album mix)　○
（作詞：河村隆一・吉田美智子　作曲：吉田美智子　編曲：土方隆行）
10月15日にリリースされた4thシングル。TBSのクイズ番組『日立 世界・ふしぎ発見!』エンディングテーマ。
15. Christmas　◎
（編曲：河村隆一・難波正司）
猿岩石に提供した6thシングルのクリスマスソング。
16. Hope
（編曲：大島ミチル）
バック演奏はストリングスのみという、当アルバムを締めくくるバラード。
2008年「RK 10th Anniversary Action FINAL 河村隆一 at 日本武道館 "70の物語"」での幕開けを飾った曲である。頭出しの時間は7分10秒と本作の収録曲最長である。しかし、河村の歌唱は曲の開始から4分10秒ぐらいまでで、その後はストリングスの音がしばらく続いた後に波の音が入り、最後は波の音が1分20秒ほど続いた後無音状態が10秒弱入って終わる構成となっている。

## 演奏
- 河村隆一
  - Vocal
  - Chorus (#1.4.6.13.14)
  - Guitar (#5)
  - Keyboards (#11)
- 吉川忠英：Guitar (#1)
- EBY：Drums (#1.11.12.13)
- 中村哲：Keyboards & Sax (#1)
- 橋本茂昭：Programming (#1.11)
- 渡嘉敷祐一：Drums (#2.3.7.10.14.15)
- 美久月千晴：Bass (#2.3.7.10.14.15)
- 土方隆行
  - Guitar (#2.3.4.7.10.14)
  - Tambourine (#7.14)
  - Mandolin (#7.10)
- 山内薫：Piano (#2.10)
- 小野澤篤：Keyboards (#2.3.7.10.14)
- 鈴木“太郎”直樹：Programming (#2.3.7.10.14)
- 広谷順子：Chorus (#2.3.6.7.9.10.11.14.15.16)
- ナスノミツル：Bass (#5.12.13)
- 嘉多山信：Guitar (#5.12)
- 船越支代美：Piano (#5.12)
- 柏原利勝
  - Programming (#5.8.9)
  - Keyboards (#12)
- JUN ODAWARA：Drums (#6)
- 迫田到
  - Guitar (#6)
  - Programming (#6.8.11)
- 今剛：Guitar (#6.11)
- 難波正司
  - Keyboards (#6.8.9.11)
  - Organ (#15)
- 吉田光：Guitar (#8.15)
- KEIICHI HOSHI：Guitar (#9)
- 高水健司：Bass (#11)
- 有賀啓雄：Bass (#11)
- 桑野聖ストリングス：Strings (#11)
- 長井千恵子
  - Guitar (#12.13)
  - Chorus (#13)
- 阿部剛：Sax (#12)
- 菅木真智子：Chorus (#12)
- 菊池大介：Programming & Tambourine (#13)
- 倉田信雄：Piano (#14)
- 河合夕子：Chorus (#14.16)
- 佐々木久美：Chorus (#14)
- 篠崎正嗣ストリングス：Strings (#16)
- 斉藤妙子：Chorus (#16)